# Governatori generali di Saint Vincent e Grenadine
Quello che segue è un elenco di governatori generali di Saint Vincent e Grenadine (già Amministratori e Governatori di Saint Vincent) dalla creazione della colonia nel 1763 sino all'ottenimento dell'indipendenza nel 1979. Dall'indipendenza è stato creato un governatore generale in rappresentanza del sovrano del Regno Unito.

## Luogotenenti Governatori di Saint Vincent (1763–1776)
- George Maddison, 1763–1764
- Joseph Higginson, 1764–1766
- Lauchlin McLean, 1766
- Ulysses FitzMaurice, 1766–1772
- Valentin Morris, 1772–1776

## Governatori di Saint Vincent (1776–1833)
- Valentin Morris, 1776–1779, continuato
- Charles-Marie de Trolong du Rumain, 1779 (occupazione francese)
- Antoine Dumontet, 1779–1780 (occupazione francese)
- Philibert-François Rouxel de Blanchelande 1780-1781 (occupazione francese)
- Jean-Baptiste Vigoureux Duplessis, 1781–1782 (occupazione francese)
- Pierre-Jean-François de Feydeau, marzo 1782–1783, ad interim (occupazione francese)
- Edmund Lincoln, 1783–1787
- James Seton, 1787–1798
- William Bentinck, 1798–1802
- Henry William Bentinck, 1802–1806
- George Beckwith, 1806–1808
- Charles Brisbane, 1808–1829
- William John Struth, 1829–1831, de facto
- Sir George Hill, II baronetto 1831–1833

## Luogotenenti Governatori di Saint Vincent (1833–1886)
Nel 1833, Saint Vincent e Grenadine divengono parte delle Isole Sopravento Britanniche. Venne nominato un luogotenente governatore a Saint Vincent, subordinato al Governatore delle Barbados (sino al 1885) ed al Governatore delle Isole Sopravento (dal 1885).
- George Tyler, 1833–1842
- Richard Doherty, 1842–1845
- John Campbell, 1845–1853
- Richard Graves MacDonnell, 1853–1854
- Edward John Eyre, 1854–1861
- Anthony Musgrave, 1861–1864
- George Berkeley 1864–1871
- William Hepburn Rennie, 1871–1875
- George Dundas, 1875–1880
- Augustus Frederick Gore, 1880–1886

## Amministratori di Saint Vincent (1886–1969)
- Robert Baxter Llewelyn, 1886–1889
- Irwin Charles Maling, 1889–1893
- John Hartley Sandwith, 1893–1895
- Harry Langhorne Thompson, 1895–1901
- Edward John Cameron, 1901–1909
- Charles Gideon Murray, 1909–1915
- Reginald Popham Lobb, 1915–1923
- Robert Walter, 1923–1929
- Herbert Walter Peebles, 1929–1933
- Arthur Francis Grimble, 1933–1936
- Arthur Alban Wright, 1936–1938
- William Bain Gray, 1938–1941
- Alexander Elder Beattie, 1941–1944
- Ronald Herbert Garvey, 1944–1948
- Walter Coutts, 1948–1955
- Alexander Falconer Giles, 1955–1961
- Samuel Horatio Graham, 1961–1966
- John Lionel Chapman, 1966–1967
- Hywel George, 1967–27 ottobre 1969

## Governatori di Saint Vincent e Grenadine (1969–1979)
Il 27 ottobre 1969, Saint Vincent e Grenadine divennero uno stato associato al Regno Unito, responsabile dei suoi affari interni.
- Hywel George, 27 ottobre 1969–27 ottobre 1970, continuato
- Rupert Godfrey John, 27 ottobre 1970 – 1976
- Sydney Gun-Munro, 1976–27 ottobre 1979

Il 27 ottobre 1979, Saint Vincent e Grenadine ottennero l'indipendenza dal Regno Unito. Venne ad ogni modo creato l'incarico di un governatore in rappresentanza del sovrano britannico, in quanto lo stato è membro del Commonwealth.

## Governatori generali di Saint Vincent e Grenadine
- Sir Sydney Gun-Munro, 17 ottobre 1979 - 28 febbraio 1985
- Sir Joseph Lambert Eustace, 25 febbraio 1985 - 29 febbraio 1988
- Henry Harvey Williams, 29 febbraio 1988 - 20 settembre 1989
- Sir David Emmanuel Jack, 20 settembre 1989 - 1 giugno 1996
- Sir Charles Antrobus, 1 giugno 1996 - 3 giugno 2002 (morto in carica)
- Monica Dacon 3 giugno - 2 settembre 2002
- Sir Frederick Ballantyne 2 settembre 2002 - 1 agosto 2019
- Susan Dougan 1 agosto 2019 - in carica